# المعهد العالي لمهن التراث بتونس
 المعهد العالي لمهن التراث بتونس هو معهد تعليم عالي يقع في مدينة بئر الباي التونسية. ويتبع إدارياً جامعة تونس. أحدث المعهد بمقتضى الأمر عدد 1189 لسنة 2000 المؤرّخ في 30 ماي 2000 . وهو المؤسسة الجامعية الأولى والوحيدة في البلاد المتخصصة كليا في التكوين في مجال التراث.

## الاختصاصات
توجد بالمعهد العديد من الاختصاصات:
- تاريخ الفن
- التراث الثقافي
- حفظ الممتلكات الثقافية وترميمها
- التراث

## وصلات خارجية
- الموقع الرسمي للمعهد العالي لمهن التراث بتونس